# Praia de Atalaia (Itajaí)

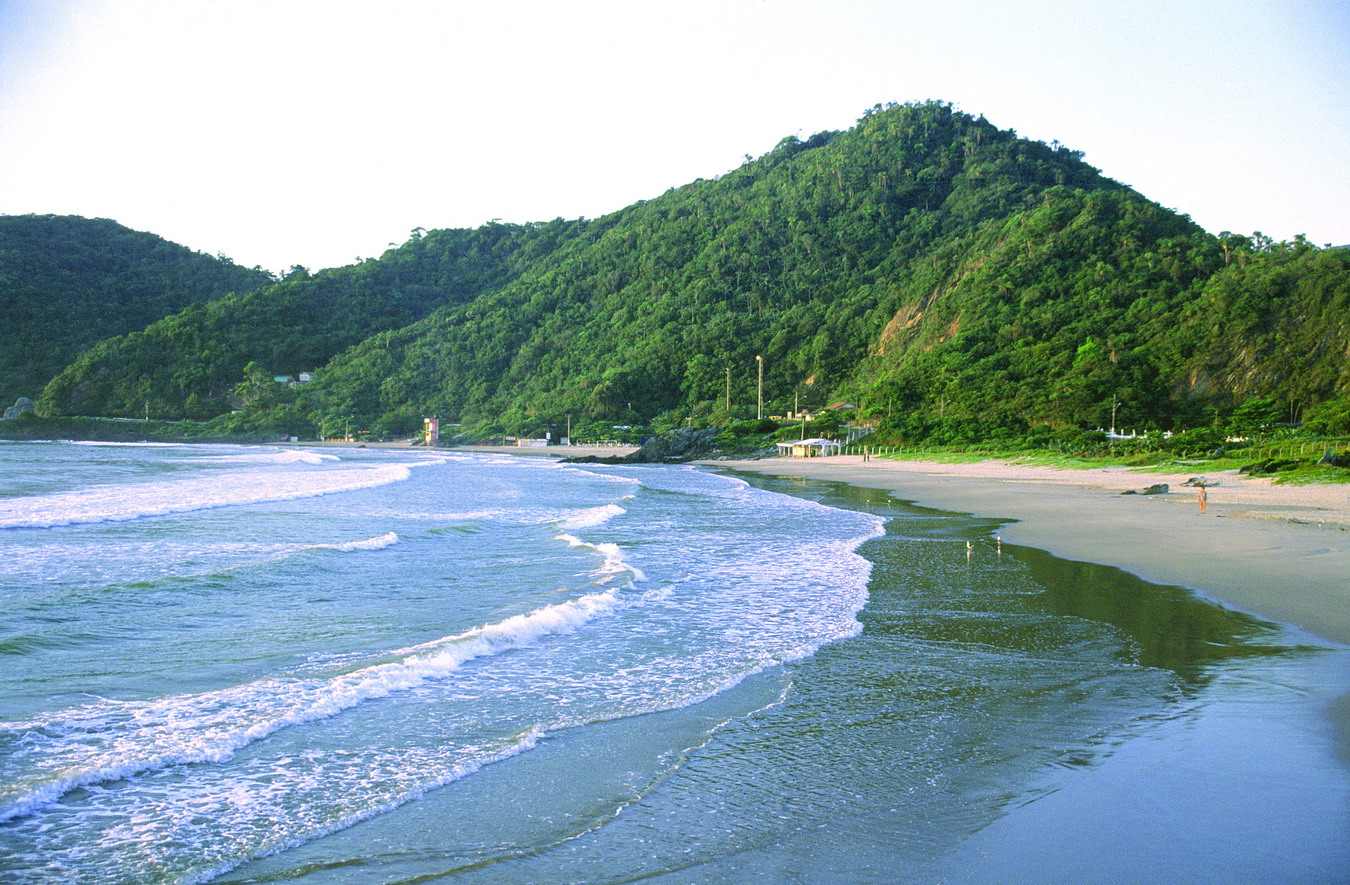
Praia de Atalaia

A praia de Atalaia é uma praia brasileira da cidade de Itajaí, no estado de Santa Catarina. É considerada umas das praias com ondas mais regulares do Brasil.